# Nahirne, Bârzula
Nahirne (în ucraineană Нагірне) este un sat în comuna Ocna din raionul Bârzula, regiunea Odesa, Ucraina.

## Demografie
Componența lingvistică a localității Nahirne
     Ucraineană (65,45%)
     Rusă (33,94%)
     Alte limbi (0,61%)
Conform recensământului din 2001, majoritatea populației localității Nahirne era vorbitoare de ucraineană (65,45%), existând în minoritate și vorbitori de rusă (33,94%).